# Nakajima Matsuchi
Nakajima Matsuchi est un nom japonais traditionnel ; le nom de famille (ou le nom d'école), Nakajima, précède donc le prénom (ou le nom d'artiste).
Nakajima Matsuchi (中島 待乳) (1850-1938) est un photographe japonais formé par Yokoyama Matsusaburō.